# Nanopilumnus
Nanopilumnus is een geslacht van kreeftachtigen uit de klasse van de Malacostraca (hogere kreeftachtigen).

## Soorten
- Nanopilumnus barbatus (A. Milne-Edwards, 1873)
- Nanopilumnus coralliophilus (Takeda & Miyake, 1969)
- Nanopilumnus heterodon (Sakai, 1934)
- Nanopilumnus hondai (Takeda & Miyake, 1969)
- Nanopilumnus rouxi (Balss, 1935)